# Noreña
Noreña is een gemeente in de Spaanse provincie en regio Asturië met een oppervlakte van 5,66 km². Noreña telt 5.260 inwoners (1 januari 2016).

## Demografische ontwikkeling
Bron: INE, 1857-2011: volkstellingen